# Ейрік Верос Ларсен
Ейрік Верос Ларсен  (норв. Eirik Verås Larsen, 26 березня 1976) — норвезький веслувальник, олімпійський чемпіон.

## Виступи на Олімпіадах
| Олімпіада   | Дисципліна                     | Місце    |
| ----------- | ------------------------------ | -------- |
| Сідней 2000 | байдарка-двійка, 500 метрів    | 7 h2r2/3 |
| Сідней 2000 | байдарка-двійка, 1000 метрів   | 9        |
| Афіни 2004  | байдарка, 500 метрів           | 4        |
| Афіни 2004  | байдарка, 1000 метрів          | 1        |
| Афіни 2004  | байдарка-двійка, 1000 метрів   | 3        |
| Пекін 2008  | байдарка, 500 метрів           | 4        |
| Пекін 2008  | байдарка, 1000 метрів          | 2        |
| Лондон 2012 | байдарка-одиночка, 1000 метрів | 2        |